# Mohamed Chabani

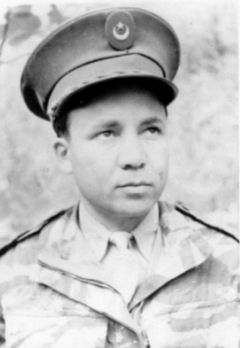
Mohamed Chabani

Mohamed Chabani (* 4. September 1934 in Oumech bei Biskra; † 3. September 1964 in Oran) (arabisch محمد شعباني) eigentlich Taher Chabani war ein algerischer Politiker und jüngster Oberst der Welt.

## Leben
Mohamed Chabani wurde in Oumech geboren. Nach seinem Studium in Biskra ging er im Jahre 1952 nach Constantine, wo er auf der Universität Ben Badis studierte. Nach Beginn des Algerienkrieges im Jahre 1954 wurde er Assistent von Si Elhawas in der Sahara. Danach  wurde er Lieutenant und im April 1956 der erste politische Offizier. Im Jahre 1959 wurde er Chef von Region 3 des Wilayats VI des Staates.

## Verhaftung
Nach dem Ende des Algerienkriegs wollte Houari Boumedienne, Leiter der Befreiungsarmee und Partei FLN, die militärischen Verantwortungsbereiche neu regeln und seine Macht absichern. Er misstraute Chabani und entließ ihn 1964 aus der Armee. Da Chabani nicht einverstanden war, wurde er der Verschwörung beschuldigt. Am 3. September 1964 wurde Mohamed Chabani im Auftrag des damaligen Präsidenten Ahmed Ben Bella zur Todesstrafe verurteilt und hingerichtet. Am 24. Oktober 1984 wurde er durch ein Präsidentendekret rehabilitiert.